# 馬捷斯特·緬傑列維奇·阿格列斯特
馬捷斯特·緬傑列維奇·阿格列斯特（俄语：Матест Менделевич Агрест，1915年7月20日—2005年9月20日）是出生於俄羅斯的數學家，也是古代太空人理論的研究者。

## 生平
阿格列斯特出生於俄羅斯帝國莫吉廖夫省。1938年畢業於國立列寧格勒大學（現為聖彼得堡國立大學）。1992年退休，與妻子移居美國南卡羅來納州的查爾斯頓。
他在1959年提出了外星人在遠古時來到地球的理論，並假設巴勒貝克的巨石階梯可能曾為太空船的發射場、《舊約》中所多瑪與蛾摩拉的毀滅起因於外星人引發的核爆。其論點影響了後來的艾利希·馮·丹尼肯和撒迦利亞·西琴。
阿格列斯特也是古代太空人協會成員，替該協會的刊物撰寫了不少文章。